# Acrotrichis africana
Acrotrichis africana är en skalbaggsart som beskrevs av Johnson 1969. Acrotrichis africana ingår i släktet Acrotrichis och familjen fjädervingar. Inga underarter finns listade i Catalogue of Life.